# Aldoheptos
En aldoheptos är en heptos med en aldehydgrupp och är en aldos. Aldoheptoserna är kirala och har molekylformeln C7H14O7.
Exempel på aldoheptoser:

Glukoheptos
Mannoheptos